# Xã Harris, Quận Stone, Arkansas
Xã Harris (tiếng Anh: Harris Township) là một xã thuộc quận Stone, tiểu bang Arkansas, Hoa Kỳ. Năm 2010, dân số của xã này là 1.302 người.